# Camp de concentration de Chaïdári

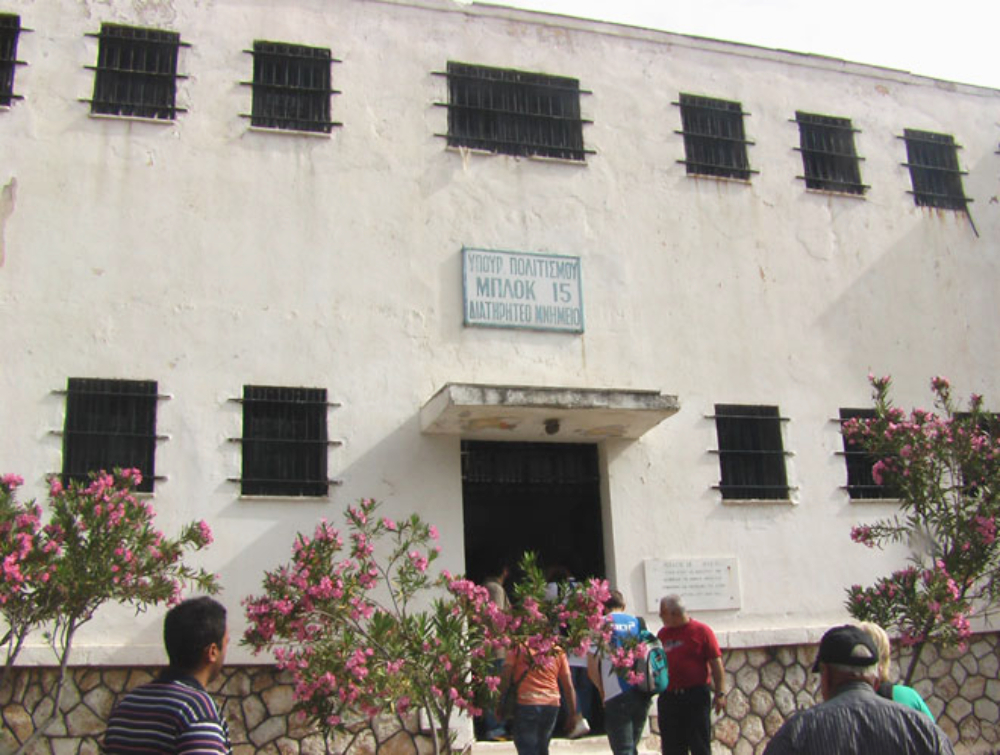
Un des baraquements du camp.

Le camp de concentration de Chaïdári (grec moderne : στρατόπεδο συγκέντρωσης Χαϊδαρίου / stratópedo synkéntrosis Chaïdaríou, allemand : KZ Chaidari) était un camp de concentration allemand géré par les SS à Chaïdári, dans la banlieue d'Athènes, durant l'occupation de la Grèce pendant la Seconde Guerre mondiale.

## Historique

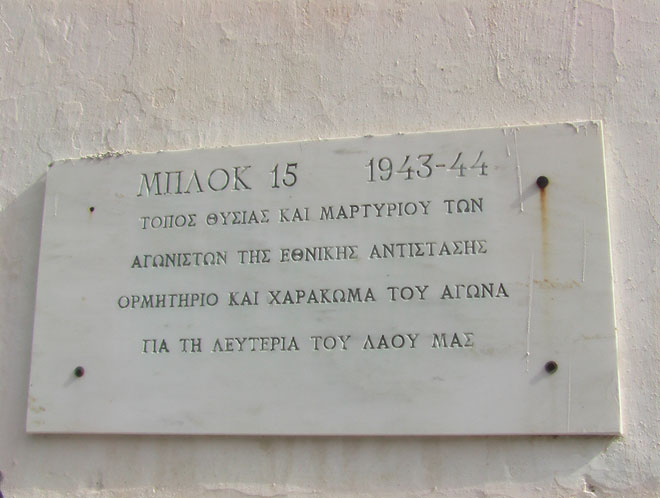
Plaque à l'entrée du camp.

Le camp a fonctionné de septembre 1943 jusqu'à sa fermeture en septembre 1944. C'était un camp de transit installé dans d’anciens baraquements d’une caserne de l'armée grecque. Les commandants de ce camp ont été successivement : Rudi Trepte jusqu'à novembre 1943, Paul Radomski jusqu'à février 1944, puis Karl Fischer.
On estime que durant la seule année de son fonctionnement, 21 000 personnes y sont passées, essentiellement des Juifs, des prisonniers de guerre italiens et des prisonniers politiques grecs. Ces internés ont été transférés au camp d'extermination d'Auschwitz pour ce qui est des Juifs et dans des camps de travaux forcés en Allemagne pour les autres, tandis que certains ont été internés pour y être interrogés par la Gestapo.
On estime que 1 800 détenus y ont été exécutés et que 300 autres décès sont à imputer aux tortures (au camp ou au siège de la Gestapo). Ces chiffres incluent 30 femmes, 104 invalides et 230 étudiants.

## Victimes connues
- Léla Karayiánni (1898-1944), membre de la résistance grecque exécutée par un peloton d’exécution.